# مجلس الإمارات للتوازن بين الجنسين
مجلس التوازن بين الجنسين، هو مجلس حكومي إماراتي، أعلنت دولة الإمارات العربية المتحدة عن إنشائه خلال 2015، بهدف تعزيز حضور المرأة في مؤسسات الدولة، بما يحقق التوازن بين الجنسين في العمل، ويدعم مكانة الدولة الخليجية عالمياً.
فقد قرر مجلس الوزراء للدولة، بقيادة الشيخ محمد بن راشد آل مكتوم، نائب رئيس الدولة رئيس مجلس الوزراء حاكم دبي، إنشاء هذا المجلس، بهدف تقليص الفجوة بين الذكور والإناث في العمل في قطاعات الدولة والعمل على تحقيق التوازن بينهم في مراكز صنع القرار وتعزيز دور المرأة في كافة مجالات الحياة كشريك أساسي في صناعة المستقبل.
ويعد إحداث المجلس، إعمالاً لدستور الدولة الذي نصّ على المساواة بين الجنسين، بما يتفق وإمكانيات المرأة وقدراتها، مع السعي للارتقاء بقدرات النساء وصقل مهاراتهن، ضماناً لفرص انخراطهن في مجالات العمل الملائمة.

## مكانة المرأة الإماراتية
تمثل المرأة الإماراتية 43% من إجمالي القوى العاملة، و66% من وظائف القطاع الحكومي بينها 30% من الوظائف القيادية العليا المرتبطة باتخاذ القرار، وفي الوظائف الفنية نسبة 15%. كما تتولى المرأة الإماراتية ثمان حقائب وزارية في الحكومة الاتحادية، بعد التعديل الحكومي الأخير خلال فبراير من عام 2016. فيما تشغل النساء تسعة مقاعد في المجلس الاتحادي الوطني من أصل 40 مقعدا، بعد انتخابات 2015،  كما ترأس امرأة المجلس لأول مرة، وهي أمل القبيسي إدارة مجلس التوازن بين الجنسين لتعزيز دور المرأة في الإمارات.وفي عام 2019 أصدر الشيخ خليفة بن زايد آل نهيان رئيس الدولة برفع نسبة تمثيل المرأة في المجلس الوطني الاتحادي إلى 50% 
تصدرت دولة الإمارات في عام 2013 منطقة الشرق الأوسط في تقرير المساواة بين الجنسين الصادر من المنتدى الاقتصادي العالمي. كما أن عدد سيدات الأعمال في دولة الإمارات وفقا لإحصائيات عام 2014 بلغ 12 ألف سيدة، يقمن بإدارة آلاف المشاريع التجارية.
كما أطلقت الدولة الاستراتيجية الوطنية لتمكين المرأة 2015–2021، حيث تم وضع أولويات وأهداف مرحلية محددة، تتجلى في الحفاظ على استدامة الإنجازات التي تحققت للمرأة الإماراتية، والاستمرار في تحقيق المزيد من المكتسبات لها والحفاظ على النسيج الاجتماعي وتماسكه من خلال تكامل الأدوار بين الرجل والمرأة لبناء مجتمع قوي ومتماسك قادر على مواكبة التغيرات المستجدة، بالإضافة إلى توفير مقومات الحياة الكريمة، ثم تعزيز مكانة المرأة الإماراتية في المحافل الإقليمية والدولية.

## إنشاء مجلس التوازن بين الجنسين
يعود اعتماد المجلس إلى ما اتخذته القمة الحكومية في فبراير 2015، عندما قررت إنشاء مجلس خاص بالتوازن بين الجنسين، حيث أعلن الشيخ محمد بن راشد ال مكتوم نائب رئيس الدولة ورئيس مجلس الوزراء، حاكم دبي، عن تشكيل المجلس برئاسة الشيخة منال بنت محمد بن راشد آل مكتوم. وفي نهاية مايو من نفس السنة، اعتمد مجلس الوزراء، قراراً بإنشاء المجلس، وذلك في إطار مساعي	الإمارات لتعزيز وتقوية دور المرأة في كافة مجالات الحياة.

## مهام المجلس
يهدف إنشاء المجلس إلى تقليص الفجوة بين الجنسين في العمل، وتعزيز مكانة دولة الإمارات في تقارير التنافسية العالمية، بالإضافة إلى اعتبار دولة الإمارات مرجعاً للتوازن بين الجنسين في العمل، بالإضافة إلى مراجعة اقتراح تحديث تشريعات وسياسات وبرامج لتحقيق التوازن بين الجنسين في مجال العمل، والتوصية بتفعيل القوانين واللوائح والقرارات والإتفاقيات الدولية ذات الصلة بالتوازن بين الجنسين في مجال العمل، لتحقيق عدم التمييز ضد المرأة.
وفي إطار الاهتمام بالتقارير والإصدارات الدولية في هذا الصدد، يهدف المجلس إلى مراجعة ومتابعة تقارير التنافسية العالمية والتقارير الدولية، فضلاًّ عن العمل على وضع التوصيات لتقليص الفجوة بين الجنسين في مجال العمل، ثم اقتراح مؤشرات التوازن بين الجنسين ورفعها لمجلس الوزارة للاعتماد، والسعي لتعزيز تطبيقها بالتنسيق مع الجهات المحلية في الدولة، بما يحقق التوازن بين الجنسين في المجتمع، ويدعم مكانة الدولة الخليجية عالمياً، وفق ما سطرته حكومة الدولة من أهداف على هذا المستوى.

## هيكلة المجلس
يترأس مجلس الإمارات للتوازن بين الجنسين الشيخة منال بنت محمد بن راشد آل مكتوم، رئيسة مؤسسة دبي للمرأة، مع عضوية كل من نورة السويدي مديرة الاتحاد النسائي العام، وريم الفلاسي الأمين العام للمجلس الأعلى للأمومة والطفولة، ومنى المري المدير التنفيذي لمؤسسة دبي للمرأة، وعبد الله ناصر لوتاه الأمين العام لمجلس الإمارات للتنافسية، بالإضافة إلى ممثلين عن وزارات شؤون الرئاسة وشؤون مجلس الوزراء والخارجية والاقتصاد والشؤون الاجتماعية والعمل والهيئة الاتحادية للموارد البشرية. 	

## إنجازات
حققت دولة الإمارات إنجازاً عالمياً  في مجال التوازن بين الجنسين حيث تقدمت إلى المرتبة السابعة على مستوى العالم واحتفظت بالمركز الأول إقليمياً في مؤشر المساواة بين الجنسين 2024، الصادر عن برنامج الأمم المتحدة الإنمائي، محققة نقلة نوعية في ترتيبها بهذا المؤشر الهام  حيث صعدت  من المركز 11 عالمياً في نسخة عام 2022.